# Hidrohonessita
La hidrohonessita és un mineral de la classe dels sulfats que pertany al grup de la glaucocerinita. Nom atorgat per la seva relació (forma hidratada) amb la honessita.

## Característiques
La hidrohonessita és un sulfat de fórmula química (Ni1-xFex3+)(OH)₂[SO₄]x/2·nH₂O. Cristal·litza en el sistema hexagonal.
Es troba classificada en el grup 7.DD.35 segons la classificació de Nickel-Strunz (7 per a sulfats (selenats, tel·lurats, cromats, molibdats, wolframats); D per a sulfats (selenats, etc.) amb anions addicionals, amb H₂O; i D per a només amb cations de mida mitjana, capes d'octaedres d'ús compartit; el nombre 35 correspon a la posició del mineral dins del grup). En la classificació de Dana el mineral es troba al grup 31.10.7.1 (31 per a sulfats hidratats que contenen grup hidroxil o halogen i 10 per a divers; 7 i 1 corresponen a la posició del mineral dins del grup).

## Formació i jaciments
S'ha trobat a Austràlia, Japó, al Regne Unit i als EUA. Als territoris de parla catalana ha estat descrita a la mina Eugenia (Bellmunt del Priorat, Priorat).